# アドルフォ・マチャド
アドルフォ・アブディエル・マチャド（Adolfo Abdiel Machado、1985年2月14日 - ）は、パナマ・パナマ市出身のプロサッカー選手。パナマ代表。CDアラベ・ウニド所属。ポジションは、ディフェンダー。

## 経歴

### クラブ
デビュー以来、主に中米のクラブでプレー。
コムニカシオネスFC在籍中の2012年2月、チームメイトのフレディ・トンプソンとマーヴィン・セバージョスとともにドーピング検査で禁止薬物の陽性反応が出たため、FIFAから長期の出場停止処分が科された。カナダで実施された2次検査も同様の結果が出たため、2014年1月までの2年間、プレーが出来なくなった。
出場停止処分が明ける直前の2013年11月にサンフランシスコFCに加入。12月、買い取りオプション付きのレンタルでデポルティーボ・サプリサに加入。
2016年12月21日、ヒューストン・ダイナモへの移籍が発表された。
2019年、ザ・ストロンゲストに移籍した。

### 代表
2008年6月のグアテマラ戦で初キャップ。

## 代表歴

### 出場大会
- パナマ代表
  - 2018 FIFAワールドカップ

### 試合数
- 国際Aマッチ 93試合 2得点（2008年-2021年）[11]

| パナマ代表 | 国際Aマッチ | 国際Aマッチ |
| 年         | 出場        | 得点        |
| ---------- | ----------- | ----------- |
| 2008       | 6           | 0           |
| 2009       | 4           | 1           |
| 2010       | 9           | 0           |
| 2011       | 16          | 0           |
| 2012       | 0           | 0           |
| 2013       | 0           | 0           |
| 2014       | 7           | 0           |
| 2015       | 15          | 0           |
| 2016       | 11          | 0           |
| 2017       | 5           | 0           |
| 2018       | 7           | 0           |
| 2019       | 7           | 1           |
| 2020       | 0           | 0           |
| 2021       | 6           | 0           |
| 通算       | 93          | 2           |

### 得点
| # | 開催日        | 会場             | 対戦国   | スコア | 結果 | 試合概要 |
| - | ------------- | ---------------- | -------- | ------ | ---- | -------- |
| 1 | 2009年6月19日 | ポルトープランス | ハイチ   | 1–1    | 1–1  | 親善試合 |
| 2 | 2019年3月23日 | ポルト           | ブラジル | 1–1    | 1–1  | 親善試合 |